# Hans Reyhing
Hans Reyhing (* 1. Oktober 1882 in Bernloch bei Münsingen; † 1. Juli 1961 in Ulm) war ein schwäbischer Heimatdichter.

## Leben
Hans Reyhing wurde 1882 in dem schwäbischen Dorf Bernloch bei Münsingen geboren. Nach dem Besuch der Volksschule in Bernloch besuchte er von 1896 bis 1901 das Lehrerseminar in Nagold. Danach war er Lehrer in Neuhausen an der Erms, Blaubeuren, Neckartailfingen und Stuttgart-Gaisburg. Ab 1908 unterrichtete Hans Reyhing an einer Mädchenschule in Ulm. Von 1919 bis 1933 leitete Reyhing die Volkshochschule Ulm und war Leiter der Heimatabteilung des Vereins zur Förderung der Volksbildung. Von 1920 bis in sein Todesjahr 1961 gab Reyhing den Schwäbischen Heimatkalender heraus.
Seit 1908 war Reyhing auch schriftstellerisch tätig. Er verfasste verschiedene Schriften über seine schwäbische Heimat, unter anderem die Trilogie Der Tausendjährige Acker.
Am 9. Dezember 1933 unterschrieb Hans Reyhing die Aufnahme-Erklärung zum Eintritt in den Reichsverband Deutscher Schriftsteller. Als Bürgen benannte Reyhing Wilhelm Schussen und Georg Schmückle. Ebenso wie seine beiden Bürgen sympathisierte Reyhing mit dem Nationalsozialismus. Er war in den einschlägigen Kreisen der Nazi-Schriftsteller Württembergs und weit darüber hinaus als überzeugter Bote der völkisch-nationalen Gesinnung bekannt und geschätzt. Er schrieb, was die Leute und die Nazis von ihm erwarteten, und er tat dies aus innerer Überzeugung.
Besonders in den Dichtungen Hans Reyhings aus den 1930er-Jahren sind deutliche Töne der Blut-und-Boden-Dichtung zu hören.

„Schmid beschreibt die hohe Affinität von Reyhing zur Blut-und-Boden-Dichtung der Nazi-Zeit und seine Verstrickung in die nationalsozialistische Volkstums-Propaganda. Als profunder Kenner der Materie analysiert Schmid Reyhings Leben und Werk in 37 allgemeinverständlich gehaltenen Artikeln.“

Im Zweiten Weltkrieg arbeitete Reyhing als Aushilfslehrer in Waldhausen bei Ulm. Nach Ende des Zweiten Weltkriegs wurden das von ihm zusammen mit Christian Jenssen herausgegebene Werk Die deutsche Glocke sowie seine Bücher Der tausendjährige Acker und Der Klausenhof auf die Liste der auszusondernden Literatur gesetzt. In seinem Spruchkammerverfahren, das sich über zwei Jahre hinzog, wurde Reyhing schließlich als entlastet eingestuft.
Zwischen 1937 und 1953 arbeitete Hans Reyhing am Suppinger Liederbuch, einem ab 1953 vom Schwäbischen Albverein herausgegebenen Liederbuch mit Gesängen und Schelmenliedern aus Suppingen.

## Ehrungen
- Ehrenbürger von Bernloch.
- Ehrenmitglied des Schwäbischen Heimatbundes.[5]
- 1985 wurde in Bernloch eine Hans-Reyhing-Stube eingerichtet, in der sich Besucher Einblick in das Leben des Heimatdichters verschaffen können.

Straßen und Wege sind unter anderem in Laichingen, Leonberg, Reutlingen, Ulm und Bad Urach nach Hans Reyhing benannt.

## Werke (Auswahl)
- Burrenhardter Leut’. Geschichten von der Rauhen Alb. Stuttgart 1917.
- Brachland. Erzählungen. Stuttgart 1919.
- Der Väter Gut. Erzählung aus unserer kranken Heimat. Stuttgart und Berlin 1922.
- Der Hülenbauer. Roman. Stuttgart 1922.
- Festspiel d'Schäferlies. Theaterstück zum Uracher Schäferlauf, uraufgeführt 1923.
- Albheimat. Ein Buch von der Münsinger Alb. Stuttgart 1926.
- Der Morgen. Geschichten aus Heimat und Jugend. Stuttgart 1932.
- Thibot im Glück. Erzählung. Berlin 1935.
- Der tausendjährige Acker. Der Roman eines Dorfes. München 1942.
- Der Klausenhof. Roman. Stuttgart, Verlag Silberburg, 1937; München 1943.
- Die Grafenbuche. Erzählung. München 1942.
- Ein Tor geht auf. Die Geschichte einer Jugend. Hess, Ulm 1952.
- Die Stunde ist da. Roman. Ulm 1955.
- Solange die Erde steht. Roman eines Dorfes. Ulm 1957.
- Die Verlobung im Urwald. Unbeschwerte Liebesgeschichten. Ulm 1961.